# Рорбас
Рорбас (нем. Rorbas) — коммуна в Швейцарии, в кантоне Цюрих.
Входит в состав округа Бюлах. Население составляет 2479 человек (на 31 декабря 2011 года). Официальный код — 0068.

## Города-партнёры
- Слатиняни Чехия